# Mimela decolorata
Mimela decolorata är en skalbaggsart som beskrevs av Ohaus 1915. Mimela decolorata ingår i släktet Mimela och familjen Rutelidae. Inga underarter finns listade i Catalogue of Life.